# سد بيلو مونتي
سد بيلو مونتي هو سد يقع على نهر شينجو في ولاية بارا،البرازيل.تم الانتهاء من المحطة الكهربائية في نوفمبر 2019. 

## أنظر أيضاً
- سد توكوروي